# Mrémani
Mrémani är en ort på ön Anjouan på Komorerna. Den hade 5 480 invånare år 2003.